# ディープラビリンス
『ディープラビリンス』は、インタラクティブブレインズより2004年7月に発売された携帯電話用コンピュータRPG。
2006年3月23日にニンテンドーDS移植版が発売された。

## ゲームシステム

### ニンテンドーDS版
タッチペンで攻撃と呪文を唱える。
さらに，メインストーリーはマイクを使用します。

## 評価
ニンテンドーDS版はファミ通クロスレビューでは8、6、6、6の26点を得点した。